# Imaginations from the Other Side
Imaginations from the Other Side es el quinto disco del grupo alemán de power metal Blind Guardian, lanzado en 1995. Fue grabado de agosto a noviembre de 1994 y de enero a marzo de 1995, en los estudios Sweet Silence. El productor fue Flemming Rasmussen y el diseño de la portada estuvo a cargo de Andreas Marschall, que ya había trabajado con Iron Maiden y Timo Tolkki. Como músicos invitados estuvieron Mathias Wiesner, Jacob Moth, Billy King, "Hacky" Hackman, Rolf Kohler, Piet Sielck y Ronnie Atkins. Considerado por muchos el mejor disco de la banda y su consolidación musical, destacan los temas Imaginations from the Other Side, A Past and Future Secret, Mordred's Song y Bright Eyes.

## Formación
- Hansi Kürsch: Voz y bajo
- André Olbrich: Guitarra y coros
- Marcus Siepen: Guitarra y coros
- Thomas "Thomen" Stauch : Batería

## Lista de canciones
Todas las canciones compuestas por Hansi Kürsch y André Olbrich y todas las letras escritas por Kürsch.
| N.º | Título                             | Duración |  |
| 1.  | «Imaginations from the Other Side» | 7:19     |  |
| 2.  | «I'm Alive»                        | 5:31     |  |
| 3.  | «A Past and Future Secret»         | 3:48     |  |
| 4.  | «The Script for My Requiem»        | 6:09     |  |
| 5.  | «Mordred's Song»                   | 5:29     |  |
| 6.  | «Born in the Mourning Hall»        | 5:14     |  |
| 7.  | «Bright Eyes»                      | 5:16     |  |
| 8.  | «Another Holy War»                 | 4:32     |  |
| 9.  | «And the Story Ends»               | 6:00     |  |